# 鹿児島大学の人物一覧
鹿児島大学の人物一覧（かごしまだいがくのじんぶついちらん）は、鹿児島大学に関係する人物の一覧記事。

## 教職員

### 現職
2025年度現在
- 安藤匡子 - 獣医学者（人獣共通感染症学）
- 今井裕 - 天文学（電波天文学者）
- 櫻井芳生 - 社会学者（現代文化論）
- 橋本達也 - 考古学者（古墳時代研究、文化財科学）
- 松田忠大 - 法学者（商法、海法、海商法）
- 渡辺芳郎 - 考古学者（陶磁器考古学）

### 名誉教授または元教授
- 朝倉哲彦 - 「旧制学校出身者」参照
- 鰺坂二夫 - 教育学者、京都大学名誉教授、甲南女子大学第2代学長
- 有馬万里代 - 音楽家、声楽家、鹿児島オペラ協会会長
- 井形昭弘 - 医学者（神経内科学）、鹿児島大学第7代学長、名古屋学芸大学学長
- 井坂英彦 - 医学者（病理学）
- 石神兼文 - 法学者（民法）、鹿児島大学第6代学長
- 石澤良昭 - 歴史学者（東南アジア史）、上智大学第13代学長
- 石田忠彦 - 日本文学者（近代文学）
- 指宿信 - 法学者（刑事訴訟法、法情報学）
- 伊牟田經久 - 国語国文学者（平安期国語国文学、江戸期鹿児島文学）、志學館大学学長・名誉教授
- 梅野正信 - 教育学者（社会科教育学、歴史教育、人権教育）
- 浦嶋幸世 - 地球科学者（鉱床学）
- 江橋慎四郎 - 体育学者（社会体育学・レクリエーション学）、東京大学名誉教授、鹿屋体育大学初代学長
- 遠城寺宗知 - 医学者（病理学）、九州大学名誉教授
- 大内初夫 - 日本文学者（俳文学）
- 大嵩禮造 - 「出身者」参照
- 大坪稔 - 法学者（民法）、西日本短期大学学長
- 小澤政之 - 生化学者（分子細胞生物学）
- 小原貞敏 - 工学者（機械工学）、鹿児島工業高等専門学校初代校長
- 面高俊宏 - 天文学者（電波天文学）
- 面高正俊 - 歴史学者（西洋史）
- 梶井功 - 農業経済学者、東京農工大学名誉教授・学長
- 金澤昭夫 - 「旧制学校出身者」参照
- 金久正弘 - 工学者（電気工学・電子工学）、神戸大学名誉教授
- 金久卓也 - 医学者（内科学、心身医学）
- 上村和也 - 比較文学者・英文学者
- 上村孝二 - 国語学者（方言学）
- 木崎良平 - 歴史学者（日露交渉史）、立正大学名誉教授
- 北原経太 - 医学者（公衆衛生学）
- 木部暢子 - 国語学者（方言学）、国立国語研究所教授
- 木村朗 - 政治学者（平和学、国際関係論）
- 木村常信 - 法学者（民法）、京都大学名誉教授
- 小河原誠 - 哲学者
- 小林哲夫 - 地球科学者（火山地質学）
- 五味克夫 - 歴史学者（日本史、鹿児島の郷土史）
- 佐野裕志 - 法学者（民事法学、法情報学）、専修大学教授
- 塩田重利 - 歯科学者、東京医科歯科大学名誉教授
- 下野敏見 - 「出身者」参照
- 下福力 - 音楽家、ピアニスト
- 菅沼龍夫 - 医学者（解剖学）、宮崎大学学長
- 杉原一正 - 「出身者」参照
- 相馬保夫 - 歴史学者（ドイツ近現代史）、東京外国語大学名誉教授
- 祖父江義明 - 天文学者（銀河天文学、電波天文学）、日本天文学会理事長、東京大学名誉教授
- 高田幸二 - 水産学者、市立名寄短期大学第2代学長、札幌静修短期大学初代学長
- 高橋正雄 - 経済学者、社会運動家、九州大学名誉教授、東北学院大学名誉教授
- 田中道雄 - 日本文学者（俳文学）、佐賀大学名誉教授
- 種村完司 - 哲学者、鹿児島県立短期大学学長
- 津金澤督雄 - 医学者（法医学）
- 鳥羽正雄 - 歴史学者（城郭史、林業史）
- 冨永茂人 - 「出身者」参照
- 虎尾達哉 - 歴史学者（日本古代史）
- 中尾佐助 - 植物学者（遺伝育種学、栽培植物学）、大阪市立大学名誉教授
- 中村晋也 - 彫刻家、文化勲章受章者、文化功労者、日本芸術院賞受賞者、崇城大学名誉学長
- 西田政善 - 「旧制学校出身者」参照
- 西中川駿 - 考古学者（骨考古学、動物考古学）
- 橋村三郎 - 医学者・生理学者（神経生理学、電気」生理学）
- 初島住彦 - 植物学者
- 原口泉 - 歴史学者（日本近世史・近代史）、鹿児島県立図書館第24代館長
- 半田利弘 - 天文学（電波天文学者）
- 樋口晶彦 - 言語学者・教育学者（応用言語学、英語教育学、言語教育政策）
- 平井一臣 - 政治学者（日本政治史、地域政治）
- 日暮吉延 - 政治学者（日本政治外交史、国際関係論）
- 福田健夫 - 医学者（薬理学）
- 藤井茂利 - 言語学者（日本語教育学、東アジア言語学、韓国語学）
- 古川龍彦 - 「出身者」参照
- 細川道久 - 歴史学者（カナダ史・イギリス帝国史）
- 堀田満 - 植物学者、南方熊楠賞受賞者、鹿児島県立短期大学学長・名誉教授
- 本間俊雄 - 建築学者
- 前田芳實 - 「出身者」参照
- 町野碩夫 - 医学者（産婦人科）、鹿児島大学第3代学長、旧制県立鹿児島医科大学学長、正心女子短期大学学長
- 松浦一六 - 国文学者（近世日本文学、井原西鶴研究）、鹿児島県立短期大学教授、鹿児島短期大学教授
- 萬田正治 - 「出身者」参照
- 三友國五郎 - 地理学者（歴史地理学）、考古学者、埼玉大学名誉教授
- 皆村武一 - 「出身者」参照
- 村島定行 - 工学者（計算機科学）
- 村松喬 - 生化学者・細胞生物学者、名古屋大学名誉教授
- 森本雅樹 - 天文学者（電波天文学）、国立天文台名誉教授、東京大学名誉教授、兵庫県立西はりま天文台公園名誉顧問
- 山﨑要一 -  歯科学者、日本小児歯科学会理事長
- 山下佐英 - 「出身者」参照
- 山路勝之 - 英米文学者、翻訳家
- 山中寛 - 心理学者（臨床心理学、スポーツ心理学）
- 山根正気 - 昆虫学者（アリ・ハチ研究、生物地理学）
- 吉田傑俊 - 哲学者、法政大学名誉教授

## 出身者
〔〕内に出身学部・研究科を記載

### 政治・行政
- 今給黎久 - 鹿児島県枕崎市長、新聞ジャーナリスト〔文理学部出身〕
- 大久保明 - 鹿児島県伊仙町長、地方議員、医師〔医学部出身〕
- 大藏律子 - 神奈川県平塚市長〔文理学部（理学）出身〕
- 上山和人 - 国会議員（参議院）〔教育学部出身〕
- 仮屋基美 - 鹿児島県副知事〔法文学部出身〕
- 木内岳志 - 農林水産官僚、農林水産消費安全技術センター理事長〔農学部出身〕
- 倉光秀彰 - 外交官（駐モロッコ大使、駐コートジボワール大使、モントリオール総領事）〔法文学部出身〕
- 胡摩窪淳志 - 外交官〔法学研究科出身〕
- 白石優生 - 農林水産省職員、YouTuber[2]〔法文学部〕
- 瀬戸口嘉昭 - 鹿児島県枕崎市長、教育者〔文理学部出身〕
- 田中順一 - 総務官僚（総務審議官、総務省大臣官房長）、富士通顧問、行政情報システム研究所理事長〔法文学部出身〕
- 豊留悦男 - 鹿児島県指宿市長、教育者〔教育学部出身〕
- 中村征一 - 福岡県筑後市長〔農学部出身〕
- 浜田健一 - 国会議員（衆議院）、社会民主党政策審議会長〔教育学部出身〕
- 保岡宏武 - 国会議員（衆議院）〔農学研究科出身〕
- 脇田稔 - 鹿児島県副知事、鹿児島県立図書館館長〔文理学部出身〕

### 財界
- 有川貞広 - リコーリース代表取締役社長〔法文学部出身〕
- 稲盛和夫 - 京セラ名誉会長（創業者）、日本航空名誉会長〔工学部出身[3]〕
- 伊牟田均 - 城山観光代表取締役社長、ノムラ・シンガポール取締役社長、鹿児島大学理事〔法文学部出身〕
- 岩永裕人 - アール・アイ・エー代表取締役社長〔工学研究科出身〕
- 勝田昇 - OUGホールディングス代表取締役社長〔水産学部出身〕
- 北村憲雄 - 郵便事業（現・日本郵便）会長CEO・顧問、イタリアトヨタ社長・会長、スペイントヨタ会長、トヨタ自動車顧問〔法文学部出身〕
- 久保園晃 - 有人宇宙システム（株）代表取締役社長、種子島宇宙センター所長、宇宙航空エンジニア〔文理学部（理学）出身〕
- 白井豊 - 株式会社創造舎代表、技術士、コンピュータプログラマ〔理学部出身〕
- 長南収 - キユーピー代表取締役社長執行役員、全国マヨネーズ・ドレッシング類協会会長〔水産学部出身〕
- 鶴丸哲哉 - 株式会社ルネサスエレクトロニクス社長・会長〔工学研究科出身〕
- 永田文治 - 鹿児島銀行頭取・会長・社長〔法文学部出身〕
- 前村哲路 - ユニーグループＨＤ社長・会長CEO・相談役〔教育学部出身〕
- 松尾紀彦 - 鳥居薬品社長・会長
- 吉留真 - 大和証券キャピタル・マーケッツ社長・会長、大和証券顧問〔法文学部出身〕

### 研究者・学者

#### 理・工・農・医系
- 明里宏文 - 獣医学者（免疫学）、京都大学教授〔農学部（獣医）・農学研究科（獣医）出身〕
- 池ノ上克 - 医学者（周産期医学）、宮崎大学学長・名誉教授〔医学部出身〕
- 磯部祥子 - 農学者（植物ゲノム）、東京大学教授、日本学術会議会員〔農学研究科出身〕
- 岡村眞 - 地質学者（地震地質学）、高知大学名誉教授〔理学部出身〕
- 小野武年 - 医学・生理学者（神経生理学）、富山医科薬科大学学長・名誉教授〔医学部出身〕
- 亀崎直樹 - 生物学者（ウミガメ研究）、神戸市立須磨海浜水族園園長、岡山理科大学教授〔水産学部出身〕
- 川原幸一 - 医学者・栄養学者（食品機能学）、大阪工業大学教授〔農学部、農学研究科出身〕
- 桑原厚和 - 生理学者（神経科学、消化管生理学）、静岡県立大学名誉教授〔農学部（獣医）出身〕
- 嶌洪 - 生物学者（昆虫学、ヤドリバエ研究）、九州大学名誉教授〔農学部出身〕
- サンパット・アマラトゥンゲ - 農学者（農村経済学）、スリジャヤワルダナプラ大学副学長、スリランカ教育省大学助成委員会会長
- 杉原一正 - 歯科学者（口腔外科学）、鹿児島大学名誉教授〔医学研究科出身〕
- 瀬尾重治 - 水産学者（養殖種苗研究）、近畿大学教授〔連合農学研究科論文博士〕
- 瀬戸上健二郎 - 医師、離島・僻地医療推進活動家〔医学部出身〕
- 高橋正明 - 気象学者（気象力学）、東京大学名誉教授〔理学部出身〕
- 田中龍児 - 工学者（空間情報工学、土木工学）、第一工科大学教授〔工学部、理工学研究科出身〕
- 遠田晋次 - 地質学者（地震地質学）、東北大学教授〔理学部出身〕
- 冨永茂人 - 農学者・園芸学者（果樹栽培学、島嶼農業研究、農業環境論）、鹿児島大学名誉教授〔農学部、農学研究科出身〕
- 朝長啓造 - 獣医学者（ウイルス学）、京都大学教授〔農学部（獣医）出身〕
- 中島利博 - 医学者（内科学、運動器科学）、東京医科大学教授〔医学部出身〕
- 古川龍彦 - 医学者（癌研究、腫瘍生物学）、鹿児島大学名誉教授〔医学部、医学研究科出身〕
- 前田芳實 - 農学者（畜産学）、鹿児島大学第12代学長・名誉教授〔農学部、農学研究科出身〕
- 升本順夫 - 地球物理学者（海洋物理学、気候力学、大気海洋循環物理学）、東京大学教授〔工学部出身〕
- 松﨑典弥 - 工学者（生体材料学）、大阪大学教授〔工学部、理工学研究科出身〕
- 萬田正治 - 農学者（畜産学）、鹿児島大学名誉教授〔農学部出身〕
- 南徹弘 - 霊長類学者・動物心理学者（比較行動学）、大阪大学名誉教授、大阪成蹊短期大学学長〔文理学部（法文系）出身〕
- 森山雅幸 - 造園学者、宮城大学名誉教授〔農学研究科出身〕
- 山際和久 - 工学者（生産工学、科学技術論）、東京工科大学教授〔理工学研究科出身〕
- 山下早苗 - 看護学者、静岡県立大学教授〔保健学研究科出身〕
- 山下佐英 - 歯科学者（口腔外科学）、鹿児島大学名誉教授〔医学部出身〕

#### 人文学・社会科学・人間科学系
- 秋吉博之 - 教育学者（理科教育学）、和歌山信愛大学教授〔農学部出身〕
- 阿蘇瑞枝 - 国文学者（万葉集研究）、日本女子大学教授、共立女子大学教授〔文理学部（法文系）出身〕
- 有馬晋作 - 行政学者（行政論、地方自治論）、宮崎公立大学第8代学長・名誉教授〔法学研究科、人文社会科学研究科出身〕
- 生田真人 - 地理学者（経済地理学）、立命館大学教授〔法文学部出身〕
- 池田光穂 - 文化人類学者（中央アメリカの民族誌学、医療人類学）、大阪大学教授〔理学部出身〕
- 石崎嘉彦 - 哲学者（倫理学、政治哲学）、摂南大学名誉教授〔法文学部出身〕
- 梅津昭彦 - 法学者（商法）、新潟大学教授〔法学研究科出身〕
- 惠良宏 - 歴史学者（日本中世史）、皇學館大学名誉教授〔文理学部（法文系）出身〕
- 小川全夫 - 社会学者（社会福祉学）、九州大学名誉教授、山口大学名誉教授〔文理学部（法文系）出身〕
- 紙屋正和 - 歴史学者（東洋史、中国古代史）、福岡大学名誉教授〔法文学部出身〕
- 川畑秀明 - 心理学者（感性心理学）、慶應義塾大学教授〔教育学部出身〕
- 下野敏見 - 民俗学者、柳田賞受賞者、鹿児島大学教授〔文理学部（法文系）出身〕
- 新名一仁 - 歴史学者（日本中世史、中世島津氏研究）〔法文学部出身〕
- 畠中宗一 - 社会学者（家族社会学）、大阪市立大学名誉教授〔教育学部出身〕
- 久田信行 - 教育心理学者（障害児心理学）、群馬大学名誉教授〔法文学部出身〕
- 深見聡 - 観光学者（観光地理学）、長崎大学准教授〔理学部、教育学研究科、人文社会科学研究科出身〕
- 藤崎衛 - 歴史学者（西洋中世史）、東京大学教授、地中海学会ヘレンド賞〔法文学部出身〕
- 藤善真澄 - 歴史学者（中国史、仏教史）、関西大学名誉教授〔文理学部（法文系）出身〕
- 舞田敏彦 - 教育学者・社会学者（教育社会学、社会病理学、社会統計学）〔教育学研究科出身〕
- 松下志朗 - 歴史学者（日本史）、九州大学名誉教授〔文理学部（法文系）出身〕
- 皆村武一 - 経済学者（経済政策論）、鹿児島大学名誉教授〔文理学部（法文系）出身〕
- 村里好俊 - 英文学者（イギリス・ルネサンス文学）、熊本県立大学名誉教授〔法文学部出身〕
- 餅原尚子 - 心理学者（臨床心理学）、鹿児島純心女子大学教授〔教育学部、人文科学研究科出身〕
- 山内廣隆 - 哲学者（倫理学）、広島大学名誉教授〔法文学部出身〕
- 渡辺幸博 - 哲学者（現代思想）、関西大学名誉教授〔農学部（獣医）出身〕

### 文学・文筆
- 鬼塚忠 - 作家、出版エージェント、アップルシード・エージェンシー代表〔水産学部出身〕
- 河野修一郎 - 小説家、化学ライター〔工学部出身〕
- 福永耕二 - 俳人〔文理学部（法文系）出身〕
- 横山悠太 - 小説家〔中退〕
- 中山祐次郎 - 医師、小説家〔医学部出身〕

### 芸術・芸能
- 井上周一郎 - 彫刻家、鹿児島女子短期大学教授〔教育学部出身〕
- 大嵩禮造 - 洋画家、鹿児島大学名誉教授、鹿児島市立美術館館長〔教育学部出身〕
- 甲斐谷忍 - 漫画家〔工学部出身〕
- 川原泉 - 漫画家〔法文学部出身〕
- 楠元香代子 - 彫刻家、崇城大学名誉教授、鹿児島市立美術館第16代館長〔教育学部出身〕
- 児浦純大 - 洋画家〔農学部出身〕
- 小宮路敏 - 作曲家、教育者〔教育学部出身〕
- 三遊亭あら馬 - 落語家〔工学部出身〕
- ジミー入枝 - ミュージシャン、ディスクジョッキー、ボイストレーナー〔水産学部出身〕
- 下野竜也 - 指揮者、芸術選奨文部科学大臣賞受賞者、京都市立芸術大学教授〔教育学部出身〕
- 新屋豊 - 作詞家、作曲家、編曲家、プロデューサー〔教育学部出身〕
- 末廣誠 - 指揮者〔教育学部出身〕
- 杉田廣貴 - 書道家、書道パフォーマー〔工学部出身〕
- 田口和行 - 作曲家 〔教育学部中退〕
- 田中達也 - ミニチュア写真家〔教育学部出身〕
- 坪井淳一 - プロデューサー、ラジオパーソナリティ、DJ〔教育学部出身〕
- 中田寛美 - 俳優〔法文学部出身〕
- 原田悠里 - 演歌歌手〔教育学部出身〕
- 藤木俊 - 漫画家〔教育学部出身〕
- 河合わかば - トロンボーン奏者・米米CLUB・クレイジーケンバンドメンバー）〔中退〕
- Sammy (歌手) - ボーカリスト、ミュージシャン（理学部数学科中退）

### スポーツ
- 蒲牟田卓 - ラグビーレフリー
- 下山翔平 - ラグビー選手（宗像サニックスブルース）〔教育学部出身〕
- 辻原潤一郎 - ラグビーレフリー
- 中尾隼太 - ラグビー選手（東芝ブレイブルーパス）〔教育学部出身〕
- 畑田康太朗 - ラグビー選手（日野レッドドルフィンズ）〔教育学部出身〕
- 花増幸二 - プロ野球選手（投手/日本ハムファイターズ）、野球コーチ〔教育学部出身〕
- 羽牟裕一郎 - 医師、バレー審判、国際バレーボール連盟医事委員会日本バレーボール協会会長〔医学部、医学研究科出身〕
- 末永直登 - ドリフト競技選手

### マスコミ・報道
- 有川雅子 - 気象予報士〔理学部出身〕
- 井手上恵 - アナウンサー（高知放送）
- 大平みな - アナウンサー（熊本県民テレビ）〔法文学部出身〕
- 大山ゆうか - 気象予報士〔理学部出身〕
- 岡本安代 - アナウンサー（鹿児島読売テレビ、フリー）〔法文学部出身〕
- 梶尾みどり - アナウンサー（鹿児島放送、フリー）〔法文学部出身〕
- 亀田晃一 - 気象予報士、報道カメラマン〔人文社会科学研究科出身〕
- 迫田太 - 新聞ジャーナリスト、毎日新聞社顧問〔農学部出身〕
- 重信香織 - アナウンサー（NHK鹿児島放送局、朝日ニュースター、テレビ埼玉、日経CNBC、フリー）〔教育学部出身〕
- 染矢すみれ - アナウンサー（長崎放送）〔法文学部出身〕
- 田所由妃（山下由妃） - アナウンサー（NHK鹿児島放送局、北海道テレビ放送、テレビ埼玉、フリー）〔法文学部出身〕
- 寺田菜々海 - アナウンサー（テレビ熊本）〔法文学部出身〕
- 中村愛 - アナウンサー（テレビ長崎）
- 星野雅江 - アナウンサー（NHK鹿児島放送局、NHK福岡放送局、NHK横浜放送局）
- 松木圭介 - アナウンサー（南日本放送）〔法文学部出身〕
- 三原楓花 - アナウンサー（琉球放送）〔教育学部出身〕
- 村川裕 - アナウンサー（鹿児島放送）〔法文学部出身〕
- 森万由子 - アナウンサー（南日本放送）〔法文学部出身〕

### その他
- 岡本公三 - 革命家、テロリスト（元日本赤軍メンバー）〔農学部除籍〕
- 吉田小江子 - 医師(呼吸器内科医)、元タレント、元グラビアアイドル、元フリーアナウンサー〔医学部医学科卒業〕

## 旧制学校出身者

### 旧制高等学校出身者
第七高等学校造士館・第七高等学校（文理学部・一般教養部を経て現・法文学部、理学部）

### 師範学校出身者
鹿児島師範学校、鹿児島県師範学校およびその前身、鹿児島県女子師範学校およびその前身、鹿児島県第二師範学校（現・教育学部）
政治・行政
- 泉芳朗 - 鹿児島県名瀬市長、教育者、詩人、奄美社会民主党委員長、奄美復帰運動家〔鹿児島県第二師範出身〕
- 岡元直熊 - 国会議員（衆議院）、弁護士〔鹿児島師範（明治期）出身〕
- 久保亘 - 国会議員（参議院）、閣僚（副総理、大蔵大臣）、日本社会党書記長、社会民主党副党首・参議院議員会長、民主改革連合最高顧問、民主党参議院議員会長〔官立鹿児島師範出身〕
- 坂本元明 - 国会議員（衆議院）〔鹿児島師範（明治期）出身〕
- 宗前清 - 国会議員（衆議院）、内務官僚〔鹿児島県師範出身〕
- 高城憲夫 - 国会議員（衆議院）、鹿児島県枕崎市長、教育者〔鹿児島県師範出身〕
- 田中省三 - 実業家、国会議員（衆議院）、私立福山中学校（現鹿児島県立福山高等学校）創設者〔鹿児島師範（明治期）出身〕
- 東前豊 - 岐阜県岐阜市長（公選初代）、全国市長会初代会長〔鹿児島県師範出身〕
- 肥後幸盛 - 国会議員（衆議院）、実業家〔鹿児島師範（明治期）出身〕
- 松浦与三郎 - 国会議員（衆議院）〔鹿児島師範（明治期）出身〕
- 嶺山時善 - 国会議員（衆議院）
- 宮之原貞光 - 国会議員（参議院）、日本教職員組合中央執行委員長〔鹿児島県師範出身〕

研究者・学者
- 小原國芳 - 教育学者、玉川学園創設者〔鹿児島県師範出身〕
- 勝田孫弥 - 教育家・歴史家〔鹿児島師範（明治期）出身〕
- 丹下梅子 - 栄養学者、日本における女性初の農学博士、女性初の帝国大学卒業生〔鹿児島県尋常師範出身〕
- 山下徳治 - 教育学者〔鹿児島県師範出身〕

文学・文筆
- 坂口利雄 - 歌人・作詞家（代表作「鹿児島県民の歌」）〔鹿児島県第一師範出身〕
- 藤田文江 - 詩人〔鹿児島県女子師範および同専攻科出身〕

スポーツ
- 重岡曻 - 剣道家〔鹿児島県第二師範出身〕

鹿児島青年師範学校（現・教育学部）
- 田島政人 - 教育者、生物研究者

### 高等農林学校出身者
鹿児島高等農林学校・鹿児島農林専門学校（現・農学部、共同獣医学部）
政治・行政
- 赤崎義則 - 鹿児島県鹿児島市長〔農専卒〕
- 大村清一 - 国会議員（衆議院、貴族院）、閣僚（国務大臣防衛庁長官、内務大臣）、官僚（長野県・神奈川県官選知事、文部次官）、日本育英会初代理事長、相模女子大学学長〔高農卒〕
- 香月熊雄 - 佐賀県知事〔高農卒〕
- 川崎末五郎 - 国会議員（衆議院）、内務官僚（福島県官選知事）〔高農卒〕
- 柴立芳文 - 国会議員（参議院）、鹿児島県議会議長〔高農卒〕
- 田中勝之助 - 国会議員（衆議院）〔高農卒〕
- 永井照雄 - 朝鮮総督府官僚〔高農卒〕
- 藤本虎喜 - 国会議員（衆議院）〔高農卒〕
- 松形祐堯 - 宮崎県知事〔高農卒〕
- 水谷駿一 - 技官、造園家〔高農卒〕

財界
- 国生義夫 - 明治乳業社長・会長〔高農卒〕
- 宮城仁四郎 - 大東糖業社長〔高農卒〕

研究者・学者
- 鋳方末彦 - 農学者・園芸学者（植物病理学）、ノートルダム清心女子大学教授、美作女子大学教授〔高農卒〕
- 西田政善 - 農学者（林学、造園学）、鹿児島大学名誉教授、九州学院大学学長〔高農卒〕
- 山下欣一 - 民俗学者（奄美文化、南島文化、説話）、鹿児島国際大学名誉教授〔農専獣医畜産科卒〕

スポーツ
- 内藤克俊 - レスリング選手、オリンピックメダリスト（レスリングフェザー級：銅メダル）〔高農卒〕

### 水産専門学校出身者
鹿児島水産専門学校（現・水産部）
- 金澤昭夫 - 水産学者（水産化学、水族栄養学）、鹿児島大学名誉教授〔水産製造科出身〕

### 工業専門学校出身者
鹿児島県立工業専門学校（現・工学部）
- 田良島昭 - 建築学者・建築家、第一工業大学教授〔建築科出身〕

### 旧制医科大学・医学専門学校等出身者
県立鹿児島医科大学・県立鹿児島医学専門学校（現・医学部）
- 朝倉哲彦 - 医学者（脳神経外科）、鹿児島大学名誉教授〔旧制医大出身〕
- 外西寿彦 - 医師・医学者（産婦人科、周産期医療、母子救急医療）、鹿児島市立病院第5代院長〔医専出身・旧制医大博士〕
- 村田敏郎 - 薬学者（薬物動態学、生物薬剤学）、静岡薬科大学学長・名誉教授〔旧制医大論文博士〕

鹿児島医学校（医学専門学校設立まで学校としては途絶しているが源流とされる）
- 秋月左都夫 - 外交官（駐オーストリア大使）、読売新聞社長〔中退〕
- 佐多愛彦 - 医学者、大阪医科大学学長
- 高木兼寛 - 大日本帝国海軍軍医総監、大日本医師会会長、国会議員（貴族院）、東京慈恵会医科大学の前身「成医会講習所」創設者
- 浜田政壮 - 国会議員（衆議院）、宮崎県議会議長、医師（宮崎県医師会会長）
- 三浦得一郎 - 国会議員（衆議院）、大日本帝国陸軍軍医監
- 籾木卿太郎 - 国会議員（衆議院）、医師